# Sayuri Iwata
Pour les articles homonymes, voir Iwata.
Sayuri Iwata (岩田 さゆり, Iwata Sayuri), née à Izunokuni le 21 juillet 1990, est une chanteuse pop et ancienne actrice de cinéma japonaise active de 2005 à 2016. Elle utilise les surnoms Sayurin (さゆりん) et Sayu (さゆ). Elle était affiliée au label de musique GIZA studio, tandis que son agence artistique est Space Craft (ja).

## Biographie
Née le 21 juillet 1990 à Izunokuni, Sayuri Iwata commence sa carrière en mannequinat après avoir remporté le deuxième grand-prix dans une audition pour un magazine qu'elle lisait, appelé Love Berry (ラブベリー). Sa carrière avec Love Berry n'a cependant pas duré longtemps.
En 2013, Sayuri Iwata est choisie pour apparaître dans le drama japonais de quatre épisodes appelé Motokare, en tant que Nanami une femme voulant faire renaître sa relation avec son ex-petit-ami Riichi (joué par Yoshinori Okada). La même année, elle joue aussi dans le film The Centenarian Clock (ja).
Dans sa vie personnelle, elle aime les vêtements et faire les magasins, en plus de jouer aux jeux de gashapon. Son groupe sanguin est A.

## Filmographie

### Cinéma
- Prince du tennis (2006) : Shion Higaki (檜垣紫音)
- Tokyo no uso (2007) : Yukari Nagakura (長倉ゆかり)
- Captain (en) (2007) : Mai Sasaki (佐々木舞)
- Utatama (en) (2008) : Rena Aoyagi (青柳レナ)
- Akai ito (en) (2008) : Haruna Takemiya (竹宮春菜)
- Teketeke 2 (2009) : Natsuki Mizutani (水谷菜月)
- Solanin (2010) : Ritsuko Ayukawa (鮎川律子)
- Sei kazoku - yamatoji (ja) (2010) : Kinuko (絹子)
- Hana bachan!! : Watashi no yama no kamisama (ja) (2011) : Satomi Asada (浅田理美)
- Rupan no kiganjō (2011) : Hiromi Ijichi (伊地知宏美)
- Asashin (2011) : Rio Kasuga (春日リオ)
- Fujimi Orchestra : Cold font conductor (2012) : Natsuko Kawashima (川島奈津子)
- The Centenarian Clock (ja) (2013) : Yu Sugawara (菅原優)
- Sukyana : Kioku no kakera o yomu otoko (ja) (2016) : Rina (里奈)

### Dramas
- Kinpachi-sensei (en) : Yayoi Ijima (飯島弥生)
  - Saison 7 (第7シリーズ, octobre 2004 à mars 2005)
  - Spécial XI (スペシャルXI, décembre 2005)
  - Spécial Last Gift (ファイナル「最後の贈る言葉」4時間SP, mars 2011)
- Machiben (ja) (épisode 1, avril 2006) : Yurika Kawase (河瀬ゆりか)
- Kisshō Tennyo (en) (avril à juin 2006) : Sayoko Kano (叶小夜子)
- Himeyuritai to onaji senka o ikita shōjo no kiroku saigo no naichingeru (ja) (août 2006) : Fumi Tamaki (玉城冨美)
- Moichido Chikatetsuninotte (ja) (épisode 1, octobre 2006) : Ai Tanami (田波愛)
- Jigoku shōjo (it) (novembre 2006 à janvier 2007, mars 2007) : Ai Enma (閻魔あい)
- Koisuru nichiyobi (ja) (saison 3, épisode 5 ; février 2007) : Chika Uchino (内野千佳)

### Webdiffusions
- Onya (2009)
- Motokare (octobre 2013, 4 épisodes) : Nanami (七海)

### Théâtre
- Irodora reta mono kurōn (mars 2009) : Chihiro Seo (瀬尾千尋)
- Riaruechūdo min'nanoie (novembre 2011)

### Émissions de variétés
- Shōakuma dokusho 〜 bungaku de koi o tsukamaeru hōhō 〜 (janvier 2010) : Yamakawa Tomiko (ja)
- Takatoshi × Cream's peke × pon (ja) (août 2010)
- Run for Money : Forbidden Love and Treasure Village ~ Romeo and Juliet ~ (octobre 2012) : Jurie Akasaka (赤坂樹里江)

### Publicités télévisées
- Glico : Torori Cream on Pudding (2005)
- Johnson & Johnson : lentilles de contact Acuvue (2006)
- NTT Docomo : New life support campaign image character (2006)
- Hokka Hokka Tei (en) : Live Cooking Series (2007)
- Ito En : Catechin Green Tea (2008)
- Ito En : Cool Plum (2008)
- TOKAI (ja) : TOKAI Network Club (2009)
- Canon : Pixus (ja) (2009)
- Tokyo Bookmark : Tokyo ☆ Bookmark Editorial Department-Summer Tokyo Vacation- (2010)
- Nippon Life : Nara Sunku Smile Edition (2010)
- Nichii Gakkan (en) : Thank you for the reception counter, rewarding edition (2011)

### Autres
- Interview avec Sayuri Iwata (par Motteco, 2 octobre 2008)
- Gaim Gaiden/Kamen Rider Zangetsu/Kamen Rider Baron (en) (2015) : Fujika Akatsuki/Kamen Rider Idun (朱月藤果/仮面ライダーイドゥン)